# Resolució 1408 del Consell de Seguretat de les Nacions Unides
La Resolució 1408 del Consell de Seguretat de les Nacions Unides fou adoptada per unanimitat el 6 de maig de 2002. Després de recordar resolucions 1132 (1997), 1171 (1998), 1306 (2000), 1343 (2001), 1385 (2001), 1395 (2002) i 1400 (2002) sobre la situació a Sierra Leone, el Consell va ampliar les sancions contra Libèria pel seu suport als rebels a la guerra civil a Sierra Leone.

## Resolució

### Observacions
El panell d'experts que vigilava el compliment de la política de Libèria amb les sancions havia presentat el seu informe, i el Consell era preocupat que Libèria continués violant les mesures de la Resolució 1343, particularment a través de l'adquisició d'armes. Va anticipar la implementació completa del Procés de Kimberley i els esforços diplomàtics per restablir la pau i l'estabilitat a la regió. El Consell va determinar que el suport continuat dels combatents del Front Revolucionari Unit (RUF) a Sierra Leone i la regió pel govern de Libèria constituïa una amenaça per a la pau i la seguretat.

### Actes
Actuant en virtut del Capítol VII de la Carta de les Nacions Unides, el Consell de Seguretat va decidir que Libèria no havia complert els requisits de la Resolució 1343 que estaven dissenyats per consolidar i promoure el procés de pau a Sierra Leone i la Unió del Riu Mano. No obstant això, el país havia complert amb el requisit d'actualitzar el seu registre d'aeronaus. Es va instar a tots els països de la regió a posar fi al seu suport i evitar que els grups armats desestabilitzessin la situació a les fronteres entre Guinea, Libèria i Sierra Leone.
La resolució va estendre les sancions relatives als diamants en brut i viatges contra Libèria durant 12 mesos més a partir de les 00:01 EDT del 7 de maig de 2002 i es produiria una revisió al final del període sobre si el govern de Libèria havia complert. A més, es va demanar que establís un règim de certificat d'origen efectiu, transparent i verificable, tenint en compte el règim internacional de certificació del procés de Kimberley. Els diamants en brut sota el control del govern de Libèria quedarien exempts de l'embargament.
També es va demanar al govern de Libèria que establís auditories transparents i verificables per assegurar que els ingressos generats pel Registre Naval de Libèria i la indústria fustera s'utilitzin amb finalitats legítimes i no infringeixin la resolució actual. El secretari general Kofi Annan es va encarregar d'informar abans del 21 d'octubre de 2002 sobre l'aplicació de la resolució actual, mentre que es demanava a la Comissió del Consell de Seguretat que investigués violacions de la resolució 788 (1992) quan estava vigent.
Es va demanar al Secretari General que establís un panell de fins a cinc experts per un període de tres mesos per investigar les violacions de les sancions i el possible impacte sobre la població liberiana. Qualsevol informació recollida pel panell havia de cridar l'atenció dels estats implicats. Es va instar a tots els estats a complir plenament els embargaments i tenir precaució en les transaccions d'armes per evitar la desviació il·legal d'armes als mercats il·legals de la regió.
Finalment, el Consell va declarar que una revisió de les sancions tindria lloc abans del 7 de novembre de 2002 i cada sis mesos després.